# Yasin Ozay
Yasin Ozay (ur. 2 maja 1994) – francuski zapaśnik walczący w stylu klasycznym. Zajął 22 miejsce na mistrzostwach świata w 2014. Ósmy w mistrzostwach Europy w 2018. Mistrz igrzysk śródziemnomorskich w 2018. Srebrny medalista mistrzostw śródziemnomorskich w 2012. Wicemistrz Europy i trzeci na MŚ juniorów w 2014. Mistrz Francji w 2012, 2013 i 2014 roku.